# Парк XIX ст. (Свидниця)
Парк XIX ст. — парк-пам'ятка садово-паркового мистецтва місцевого значення в Україні. Розташований у межах Яворівського району Львівської області, в селі Свидниця. 
Площа 2 га. Статус присвоєно 1984 року. Перебуває у віданні: Свидницька сільрада. 
Статус присвоєно для збереження залишків парку, закладеного в XIX ст. поруч з панським маєтком.